# ماغين
ماغين (عبري: מגן) هو كيبوتس في الشمال الغربي لصحراء النقب في قضاء بئر السبع شرق خان يونس، والمعنى العبري للاسم هو الدرع. تعتبر من مستوطنات غلاف غزة الواقعة قرب محيط حدود قطاع غزة بكيلومترات قليلة. أقيم الكيبوتس في أغسطس 1949 على أراضي قرية الشيخ نوران حيث يقع الآن مقام الشيخ نوران ضمن حدود الكيبوتس. تبلغ المساحة الزراعية حوالي 22000 دونم.
يطالب المقيمون في الكيبوتس بالتوصل إلى اتفاق سياسي مع حركة حماس يضمن الهدوء لفترات طويلة حيث أشارت تقارير إسرائيلية أن الكثيرين من السكان عبروا عن نيتهم مغادرة المستوطنة خلال فترات الأعياد والتوجه إلى مكان آخر خشية القصف الصاروخي المحتمل.
أهم مصدر للدخل في ماغين هو شركة Magen Eco-Energy لتصنيع أنظمة الطاقة الشمسية، ومن ثم زراعة المحاصيل (البطاطا، الفول السوداني، الفجل، القمح، الجزر).

## وصلات خارجية
- الموقع الرسمي نسخة محفوظة 4 سبتمبر 2009 على موقع واي باك مشين.